# Sérgio Harfouche
Sérgio Fernando Raimundo Harfouche (Fátima do Sul, 6 de abril de 1963) é um jurista brasileiro filiado ao Avante. É membro do Ministério Público do Estado de Mato Grosso do Sul do estado de Mato Grosso do Sul desde 1992 e ganhou notoriedade por sua atuação na defesa dos direitos da criança e do adolescente.

## Biografia

### Vida pessoal
Nascido em Fátima do Sul em 4 de abril de 1963, graduou-se em Direito pelo Centro Universitário da Grande Dourados (Unigran) em 1988. Pelo Centro Universitário Filadélfia (Unifil), é graduado em Teologia. É ainda pós-graduado em Metodologia do Ensino Superior pelo Centro Universitário Braz Cubas.
Foi professor de pós-graduação na Universidade para o Desenvolvimento do Estado e da Região do Pantanal (Uniderp). É um dos fundadores e dirigente da Igreja Batista Palavra Viva, em Campo Grande.
É casado com a psicóloga Cláudia Olívia Ribeiro, com quem teve quatro filhos: Annalice, Maressa, Hosana e Sérgio.
Desde 2011, Harfouche é membro do capítulo 1197 (Campo Grande) da ADHONEP.

### Carreira jurídica
Ingressou no Ministério Público do Estado em 1992, atuando na área de direitos da criança e adolescente. Assumiu em 2009 a titularidade da 27ª Promotoria de Infância e Juventude de Campo Grande, trabalhando com programas como o ProCeve.
Em 2017, foi promovido a procurador de justiça, por critério de antiguidade. 
Em seguida, assumiu a 23ª Procuradoria de Justiça Criminal.

## Controvérsias

##### “Lei Harfouche”
Com base no trabalho do então promotor, o deputado estadual Lídio Lopes apresentou em 2015 à Assembleia Legislativa de Mato Grosso do Sul projeto de lei de combate à violência nas escolas, que ficou conhecido como “Lei Harfouche”. A polêmica em torno da proposta fez com que ficasse engavetada por dois anos.
Ao voltar a ser discutido, em 2017, voltou a provocar críticas e debates intensos no estado. Uma proposição alternativa foi apresentada, após pedidos de vistas ao texto anterior. Assim, o novo projeto foi aprovado e sancionado em 2018.
A proposta também está em discussão nos estados do Amapá, Amazonas, Rio de Janeiro, Rondônia e Sergipe.

##### Ferimento do Estado Laico
Em maio de 2017, uma audiência pública para apresentar o ProCeve presidida por Harfouche provocou polêmica. Além de ameaçar com multa os pais que não comparecessem, as falas do procurador teriam contrariado o princípio do estado laico. 
O evento sofreu diversas críticas, e levou o Conselho Nacional do Ministério Público a investigar Harfouche. Em texto publicado em sua página pessoal do  Facebook, Harfouche negou as ameaças de multa por não comparecimento e que teria feito discurso religioso na audiência pública.

### Carreira política
Em abril de 2018, o procurador se licenciou do cargo para disputar sua primeira eleição, filiando-se ao Partido Social Cristão (PSC). Em seguida, assumiu que seria pré-candidato ao Senado. Mas em julho, declarou que concorreria ao governo do estado.
Porém, em agosto, foi oficializado como candidato a vice-governador na chapa do Movimento Democrático Brasileiro (MDB), após pressão de seu partido. Mas no mesmo mês, a candidata emedebista desistiu da disputa, e Harfouche fez o mesmo após seu pedido de encabeçar a chapa ser ignorado. Em seguida, ele voltou para a corrida ao Senado. Terminou a disputa na sexta colocação, com 292.301 votos.

### Controvérsias Eleitorais

##### Denúncia por Propaganda Eleitoral Antecipada
Em julho de 2018, o então pré-candidato ao Senado foi denunciado pelo Ministério Público Federal (MPF) também por propaganda eleitoral antecipada. A representação solicitava a retirada de 18 outdoors em 48 horas, sob pena de multa diária de R$ 1 mil. Em sua defesa, Harfouche negou a acusação, e disse que a propaganda tratava apenas de divulgação de programa de televisão que apresentava.

##### Aglomeração durante a Pandemia de COVID-19
Em 2021, Sérgio Harfouche foi relacionado no site da "Marcha da Família Cristã pela Liberdade" como seu "Coordenador Internacional e Autoridade Eclesiástica". A Marcha, realizada no dia 15 de maio de 2021 durante a pandemia, em "quase 100 cidades do país", serviria para testar a "popularidade de Bolsonaro" e tinha como principais pautas,
"Voto impresso e auditável. O fim de todos os lockdowns. A rejeição do projeto de lei que pretende liberar o plantio de maconha no país".
Além de Jair Bolsonaro, outros políticos como as deputadas Bia Kicis, Carla Zambelli, além do então presidente do PTB, Roberto Jefferson, declararam seu apoio à Marcha.